# Abakszyno (obwód wołogodzki)
Abakszyno (ros. Абакшино) – wieś w Rosji, w rejonie wołogodzkim obwodu wołogodzkiego. W 2010 r. liczyła 76 mieszkańców.